# Mesic
Mesic és una població dels Estats Units a l'estat de Carolina del Nord. Segons el cens del 2000 tenia 257 habitants.

## Demografia
Segons el cens del 2000, Mesic tenia 257 habitants, 106 habitatges i 78 famílies. La densitat de població era de 92,7 habitants per km².
Dels 106 habitatges en un 20,8% hi vivien nens de menys de 18 anys, en un 54,7% hi vivien parelles casades, en un 15,1% dones solteres, i en un 26,4% no eren unitats familiars. En el 24,5% dels habitatges hi vivien persones soles el 17,9% de les quals corresponia a persones de 65 anys o més que vivien soles. El nombre mitjà de persones vivint en cada habitatge era de 2,42 i el nombre mitjà de persones que vivien en cada família era de 2,83.
Per edats la població es repartia de la següent manera: un 24,5% tenia menys de 18 anys, un 3,5% entre 18 i 24, un 18,7% entre 25 i 44, un 28% de 45 a 60 i un 25,3% 65 anys o més.
L'edat mediana era de 46 anys. Per cada 100 dones de 18 o més anys hi havia 74,8 homes.
La renda mediana per habitatge era de 27.188 $ i la renda mediana per família de 31.250 $. Els homes tenien una renda mediana de 27.250 $ mentre que les dones 14.750 $. La renda per capita de la població era de 15.253 $. Entorn del 14,7% de les famílies i el 27,4% de la població estaven per davall del llindar de pobresa.

## Poblacions properes
El següent diagrama mostra les poblacions més properes.